# Provinz Oriente

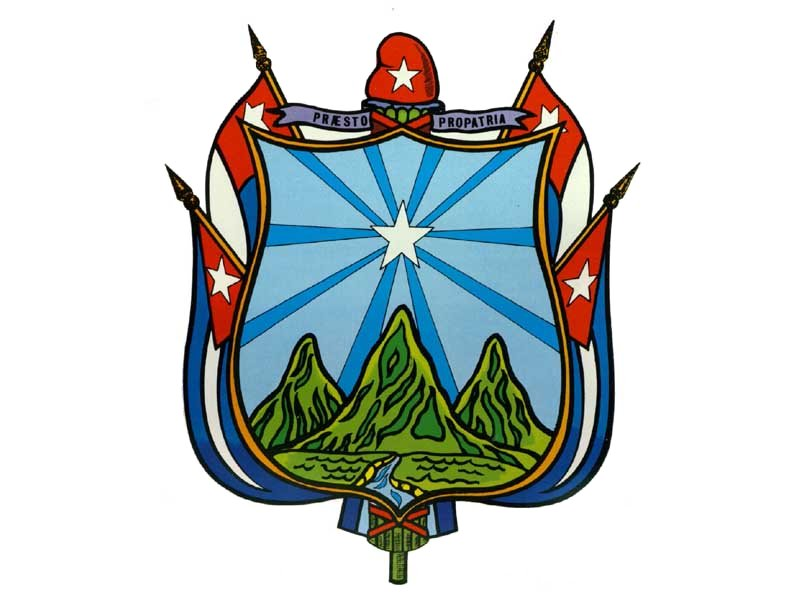
Siegel der Provinz Oriente

Der Oriente (deutsch Osten) bezeichnet den östlichen Teil Kubas. Dieser besteht aus den heutigen Provinzen Las Tunas, Granma, Holguín, Santiago de Cuba und Guantánamo, die mit der Verwaltungsreform 1976 gebildet wurden. Zuvor war Oriente eine von sechs Provinzen auf Kuba. Zur Zeit der spanischen Kolonialherrschaft und bis 1905 wurde die Region als „Provinz Santiago de Cuba“ bezeichnet.

## Geschichte
Vom 17. bis zum 19. Jahrhundert wurden Tausende Sklaven, insbesondere aus Zentral- und Westafrika, nach Kuba verschifft. Dadurch erklärt sich auch die hohe Anteil der Afrokubaner an der lokalen Bevölkerung.
Im 16. Jahrhundert begannen die ersten Aufstände der indianischen Urbevölkerung gegen die spanischen Eroberer. Die Aufstände wurden von dem indianischen Häuptling Hatuey angeführt. Doch dieser wurde von den Spaniern gefangen genommen und auf dem Scheiterhaufen verbrannt.
Erst 300 Jahre später begannen die Aufstände erneut, nachdem die spanischen Kolonien auf dem amerikanischen Festland unabhängig wurden. Auslöser der Unabhängigkeitskriege war der Plantagenbesitzer Carlos Manuel de Céspedes. Dieser gab seinen Sklaven am 10. Oktober 1868 die Freiheit. Céspedes forderte in einem Manifest die Abschaffung der Sklaverei und rief die Kubaner zum Kampf gegen Spanien auf.
Nach der Eroberung der Stadt Bayamo stellten die Rebellen eine Regierung auf. Céspedes wurde ihr Präsident. Der Zehnjährige Krieg, in dessen Verlauf 1869 die erste kubanische Verfassung entstand, endete 1878 mit dem Frieden von Zanjón und der Kapitulation der Rebellen. Einige Rebellen lehnten die Vereinbarung ab, unter ihnen General Antonio Maceo. Am 24. Februar 1895 wurde der Krieg gegen die spanische Unterdrückung wieder aufgenommen. Anführer waren José Martí, Máximo Gómez und Antonio Maceo. Stück für Stück eroberten die Rebellen Kuba. Selbst der hochrangige spanische General Valeriano Weyler y Nicolau konnte nichts mehr gegen die Rebellen bewirken. Am 15. Februar 1898, als die Kubaner praktisch gewonnen hatten, explodierte das amerikanische Kriegsschiff Maine. Die USA machten Spanien für die Explosion verantwortlich und griffen in den Krieg ein. Am 10. Dezember setzte der Vertrag von Paris der spanischen Kolonialherrschaft in Kuba ein Ende. Am 1. Januar 1899 übergab der letzte spanische Gouverneur, Jiménez y Castellanos die Schlüssel von Havanna offiziell dem US-General John R. Brooke. Von diesem Zeitpunkt an war Kuba praktisch Kolonie der USA (vergleiche Open door policy).
Einige weitere geschichtlich bedeutsame Kubaner stammen aus dieser Provinz. Der Präsident und spätere Diktator Fulgencio Batista wurde in Banes geboren und die Gebrüder Fidel und Raúl Castro in Birán, alles in der heutigen Provinz Holguín.
Am 2. Dezember 1956 begann eine weitere Revolution. Diesmal gegen den von den USA unterstützten Diktator Batista. Unter der Führung Fidel Castros endete diese Diktatur am 1. Januar 1959 (siehe kubanische Revolution).
1976 wurde die Provinz im Zuge einer Verwaltungsreform in die heutigen Provinzen Holguín, Las Tunas, Granma, Santiago de Cuba und Guantánamo aufgespalten.

## Wirtschaft
Die Wirtschaft in Oriente besteht zum größten Teil aus Agrarprodukten, wie Zuckerrohr, Süßkartoffeln, Bananen, Kaffee und Kakao. Nach dem Zusammenbruch des Ostblocks sank auch die Zuckerproduktion. Neben Agrarprodukten werden auch verschiedene Eisenerze abgebaut, z. B. Nickel und Chrom. Mit den neunziger Jahren wuchs auch ein weiterer Wirtschaftszweig: der Tourismus. Dieser wird für Kuba immer wichtiger.